# 최교일
최교일(崔敎一, 1962년 2월 28일 ~ )은 대한민국의 검사 출신 정치인이다. 제20대 국회의원이다.

## 경력
- 1983년: 제25회 사법시험 합격
- 1986년: 공군법무관
- 1989년: 청주지방검찰청 검사
- 1992년: 제주지방검찰청 검사
- 1995년: 서울지방검찰청 검사
- 1997년: 대검찰청 검찰연구관
- 1999년: 춘천지검 속초지청장
- 2000년: 서울지방검찰청 부부장검사
- 2001년: 법무부 법조인력정책과장
- 2003년: 서울중앙지방검찰청 형사7부장
- 2005년 4월: 대검찰청 과학수사기획관
- 2007년 2월: 수원지방검찰청 1차장검사
- 2008년 3월: 서울중앙지방검찰청 1차장검사
- 2009년 1월: 서울고등검찰청 차장검사
- 2009년 8월: 법무부 검찰국장
- 2011년 8월 ~ 2013년 4월: 제54대 서울중앙지방검찰청 검사장
- 2013년 7월 ~ 2016년 5월: 최교일법률사무소 변호사
- 2020년 6월 ~ : 법무법인(유한)해송 대표변호사

## 의정 활동
- 2016년 5월 30일 ~ 2020년 5월 29일: 제20대 국회의원(경북 영주시·문경시·예천군 / 새누리당 → 자유한국당 → 미래통합당)
- 2016년 6월 ~ 2018년 5월: 제20대 국회 전반기 기획재정위원회 위원
- 2016년 6월 ~ 2017년 2월: 새누리당 법률지원단 단장
- 2016년 7월 ~ 2017년 6월: 제20대 국회 저출산고령화대책특별위원회 위원
- 2016년 9월 ~ 2017년 2월: 새누리당 법률자문위원회 위원장
- 2017년 2월 ~ 2020년 2월: 자유한국당 법률지원단 단장
- 2017년 2월 ~ 2020년 2월: 자유한국당 법률자문위원회 위원장
- 2017년 2월 ~ 2017년 12월: 제20대 국회 헌법개정 특별위원회 위원
- 2017년 10월: 자유한국당 정치보복대책특별위원회 위원
- 2017년 12월 ~ 2018년 12월: 자유한국당 정책위원회 부의장
- 2018년 7월 ~ 2020년 5월: 제20대 국회 후반기 기획재정위원회 위원
- 2018년 7월 ~ 2019년 5월: 제20대 국회 후반기 예산결산특별위원회 위원
- 2018년 12월 ~ 2019년 2월: 자유한국당 당헌당규개정위원회 위원
- 2018년 12월 ~ 2020년 2월: 자유한국당 경북도당 영주·문경·예천 당협위원장
- 2018년 12월 ~ 2020년 5월: 제20대 국회 후반기 운영위원회 위원
- 2019년 3월 ~ 2020년 2월: 자유한국당 좌파독재저지특별위원회 위원
- 2019년 6월 ~ 2019년 9월: 자유한국당 2020 경제대전환 위원회 활기찬 시장경제 분과위원
- 2019년 7월 ~ 2020년 2월: 자유한국당 미디어특별위원회 위원
- 2019년 7월 ~ 2019년 8월: 제20대 국회 후반기 정치개혁특별위원회 위원
- 2019년 8월 ~ 2020년 2월: 자유한국당 경북도당 위원장
- 2019년 12월 ~ 2020년 2월: 자유한국당 인재영입위원회 위원
- 2020년 2월 ~ 2020년 7월 : 미래통합당 법률지원단 단장
- 2020년 2월 ~ 2020년 7월 : 미래통합당 법률자문위원회 위원장
- 2020년 2월 ~ 2020년 4월 : 미래통합당 경북도당 영주·문경·예천 당협위원장
- 2020년 2월 ~ 2020년 7월 : 미래통합당 경북도당 위원장
- 2020년 2월 : 미래통합당 우한 폐렴 대책 태스크포스 위원

## 논란

### 세비반납 공약 파기 논란
지난 2016년 4월13일 치러진 국회의원 선거에 출마한 현 최교일 의원등 당시 새누리당 소속 후보자 40명은 국민을 상대로 조건부 세비 반납 약속을 했다.
이들은 갑을개혁, 일자리규제개혁, 청년독립, 4050자유학기제, 마더센터 등 대한민국을 위한 5대 개혁과제를 2017년 5월 31일까지 이행하지 못하면 1년치 세비를 국가에 기부 형태로 반납하겠다고 공언하였으며 계약서를 작성하고“우리는 ‘대한민국과의 계약’에 서약합니다”라며 “서명일로부터 1년 후인 2017년 5월31일에도 5대 개혁과제가 이행되지 않을 경우, 새누리당 국회의원으로서 1년치 세비를 국가에 기부 형태로 반납할 것임을 엄숙히 서약합니다”라고 썼다. 거기다가 신문에 전면광고를 내고 이 광고를 1년간 보관해달라고 하였다. 이 약속에 이름을 올린 당시 후보는 40명이다. 이들 중 당선자는 27명(강석호, 강효상, 김광림, 김명연, 김무성, 김성태, 김순례, 김정재, 김종석, 박명재, 백승주, 오신환, 원유철, 유의동, 이만희, 이완영, 이우현, 이종명, 이철우, 장석춘, 정유섭, 조훈현, 지상욱, 최경환, 최교일, 홍철호)에 달한다.
그러나 국정농단 사태가 벌어지면서 5대과제의 이행은 하나도 되지 않았다. 공약 후 1년이 다되어 세비반납 공약이 논란이 되자 자유한국당 의원들은 이날 보도자료를 통해 "20대 총선에서 당선된 자유한국당 의원은 지난 1년간 5대 개혁과제 법안을 발의함으로써 계약 내용을 이행했다”고 말하였다.
그런데 이중 노동개혁을 위한 고용정책기본법 개정안은 마감 시한인 31일 전날 오전 발의됐되었으며 이들이 앞서 발의한 5개 법안은 이행이 된것이 하나도 없이 모두 해당 상임위에 계류 중인 상태다. 이를 두고 '법안 통과가 되지 않았는데 개혁 과제를 이행했다고 볼 수 있는가', 또 '세비 반납을 피하기 위해 졸속 발의한 것 아닌가' 등의 비판이 일고 있으며 약속했던 세비 반납의 조건이 '과제 이행' 여부였다는 점에서 법안 발의만으로는 약속을 이행했다고 할 수 있는지에 대해서는 논란이 되고 있다.

### 성추문 은폐 논란
안태근 전 법무부 검찰국장의 서지현 검사에 대한 성추행 사건을 "은폐하려 했다"고 하면서 2010년 성추행 사건 이후 서지현 검사에게 인사 불이익을 주고, 서지현 검사가 의논을 했던 임은정 검사를 집무실로 불러 "들쑤시지 말라"고 했다는 등의 주장이 제기된 것에 대해 "그런 기억이 없다"고 하면서 "너무 황당하다. 왜 나한테 다 덮어씌우냐"고 하면서 자신의 페이스북을 통해 "사건 경위를 떠나 검찰국장 재직 시 불미스러운 사건이 발생한 데 대하여 안타깝게 생각하며 저의 이름이 거명되는 것에 대하여 죄송스럽게 생각한다"고 하면서 "김모 부장검사는 서지현 검사에게 문제제기를 할 지 의사를 물었으나 서지현 검사는 고심 끝에 문제제기를 하지 않기로 결정했다"고 보도하는 jTBC 보도를 거론하면서 "도대체 누가 성추행 사실을 은폐하였나요?"라고 되물었다.

### 스트립바 방문 강요 논란
미국 현지 가이드인 대니얼 조 씨는 2019년 1월 31일 CBS라디오 '김현정의 뉴스쇼'에 출연해 "2016년 가을 무렵 경북 지역 C 의원이 뉴욕 맨해튼에서 저녁 식사 도중 자꾸 미국 여자들 스트립바에 가자고 강요를 했다"며 "제가 강압적인 분위기에 못 이겨서 그 분들을 그 쪽(스트립바)으로 안내하고 두 세 시간 스트립쇼가 끝나는 동안 기다렸다가 호텔로 모시고 갔다"고 밝혔다. 이 얘기가 논란이 되자 자유한국당 최교일 의원은 "2016년 9월 24∼26일 지역에 연고가 있는 오페라단 요청으로 뉴욕에 간 사실이 있다", "일정을 소화하고 저녁 식사를 한 뒤 숙소로 돌아가기 전 술 마시는 바에 가서 일행 등과 술 한 잔씩 한 사실이 있다"고 밝혔다. 이어 "당시 10여명이 모두 있는 자리에서 가이드에게 '식사 후 술 한잔할 수 있는 주점을 알아봐 달라'고 한 사실은 있으나, '스트립쇼 하는 곳으로 가자'고 한 사실은 없으며, 실제 스트립쇼 하는 곳으로 가지도 않았다"고 밝혔다. 그러나 미국의 유흥업소를 소개하는 사이트인 클럽존닷컴(clubzone.com)은 이 업소를 '스트립 클럽'이라고 명기하고 있던 것으로 드러났다. 부연 설명 중에는 '샴페인 거품 욕조, 상반신 누드 당구, S&M, 샤워 쇼, VIP 라운지' 등의 내용도 명시된 것으로 밝혀졌다. 또 다른 유흥업소 소개 사이트인 나이송라인스닷컴(nysonglines.com)에서도 파라다이스 클럽을 '올 누드 스트립 클럽(all-nude strip clup)'으로 명시하고 있었다. 최교일 의원이 앞서 보도자료를 내고 "술 마시는 바에는 갔지만, 실제 스트립쇼 하는 곳은 가지 않았다"고 반박한 것에 대해 당시 가이드였던 대니얼 조씨는 2019년 2월 1일 다시 '김현정의 뉴스쇼'에 출연해 해당 업소의 실명을 공개하며 최 의원의 주장을 반박했다. 대니얼 조 씨는 이 업소를 "완전한 스트립바였다", "맨해튼에서 식사하고 차를 32가쪽 코리아타운 맨해튼으로 돌려서 33가에 있는 '파라다이스'라는 스트립바(에 갔다)"고 말했다. 그러면서 "입장료를 내고 들어가면 무희들이 춤추는 주변에 앉아서 술을 시켜먹는 그런 곳이며, 무희들한테 돈을 주면 앞에 가까이 와서 이렇게 옷을 하나하나 벗기도 하고 20불을 내면 개인 쇼를 보는 스트립바"였다고 설명했다. 그는 '무희들이 최교일 의원이 앉은 테이블에서도 춤을 췄느냐'는 질문에 "당연하다. 그것을 보러 가자고 해서 간 것인데 (그것이 아니면) 무엇 하러 가나"며 "제일 높은 국회의원이 문화 체험을 하러 가자고 해서 같이 따라 들어갔다"고 주장하며 '미국법 상 스트립바에서는 술을 마실 수 없다'는 최 의원의 주장에 대해서도 "술을 먹을 수 있다"며 "입장이 되면 거기서 술과 음료수 돈을 따로 내고 시켜먹는 스트립바"라고 반박했다. 또, '한국계 미국인 변호사와 함께 인근 주점에 갔다'는 최교일 의원의 해명에 대해서도 "그들은 당시에 현직 판사였고, 같이 (스트립바에서) 구경했다"며 "8명 일행이 다 같이 갔다. (스트립바를 같이 간) 명단을 불러줄 수도 있다"고 반박했다. 이어서 그는 "국민이 낸 돈으로 일정에 없는 일을 하는 것에 분노가 일어 제보하게 됐다'고 설명했다.

## 역대 선거 결과
| 실시년도 | 선거   | 대수 | 직책     | 선거구                    | 정당     | 득표수    | 득표율          | 순위 | 당락 | 비고 |
| -------- | ------ | ---- | -------- | ------------------------- | -------- | --------- | --------------- | ---- | ---- | ---- |
| 2016년   | 총선   | 20대 | 국회의원 | 경북 영주시·문경시·예천군 | 새누리당 | 70,131 표 | \| \| 57.15% \| | 1위  |      | 초선 |
|          | 57.15% |      |          |                           |          |           |                 |      |      |      |